# Кракен

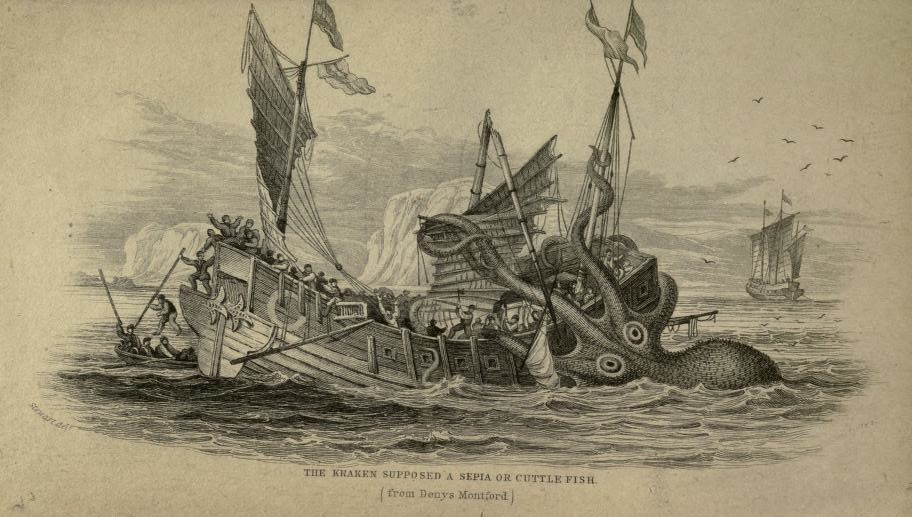
Кракен, неподтвержденный головоногий. Гравировка У. Х. Лизарса, из «Библиотека натуралистов». Адаптировано «от Дени Монтфора» [sic.].

Кра́кен (англ. The Kraken, дат. krake, также kraxe, krabbe) — мифологическое морское чудовище гигантских размеров, головоногий моллюск, известный по описаниям исландских моряков, из языка которых и происходит его название. Фигурирует в книгах, фильмах, играх и других произведениях искусства.

## Этимология
Английский термин «kraken» заимствован из современных скандинавских языков и происходит от древнескандинавского слова «kraki». Как в норвежском, так и в шведском языке «kraken» — это определённая форма слова «krake», обозначающее нездоровое животное или нечто ненормальное: родственное английским «crook» (жулик) и «crank» (чудак). В современном немецком языке «Krake» (множественное число и косвенные падежи единственного числа: «Kraken») означает как осьминога, так и собственно мифического кракена. Также «kraken» — старое норвежское слово для обозначения осьминога и эвфемизм на шведском языке для обозначения китов, использовавшийся, когда оригинальный термин табуировался, поскольку считалось, что его использование может вызывать этих потенциально опасных для кораблей существ.

## Первые описания
Первое неточное описание кракена встречается в сочинении «История северных народов» (лат. Historia de Gentibus septenrionalibus, 1555) шведского историка и географа Олауса Магнуса, ошибочно считавшего его водившейся в Норвежском море гигантской «рыбой», голова которой снабжена была огромными глазами (5—6 м в окружности), с большими (60 см) ярко-красными зрачками, и усажена короной из «рогов», напоминающих собой «корни вырванного из земли дерева», с помощью которых «такое морское чудовище может утащить за собой на дно огромный нагруженный корабль, какими бы опытными и сильными ни были его матросы».
Подробную сводку морского фольклора о кракене впервые составил датский натуралист Эрик Понтоппидан, епископ Бергенский (1698—1764), ошибочно относя это существо к скатам или морским звёздам. В своём труде «История природы Норвегии» (1752—1753) он писал, что кракен представляет собой животное «размером с плавучий остров». По сообщению Понтоппидана, кракен в состоянии схватить щупальцами и утянуть на дно даже самый крупный боевой корабль. Ещё более опасен для судов водоворот, который возникает при быстром погружении кракена на морское дно.
По мнению датского автора, этот кракен вносит путаницу в умы моряков и картографов, так как моряки зачастую принимают его за остров и не могут отыскать во второй раз. По свидетельству норвежских моряков, в 1680 году огромный кальмар, похожий на кракена, был выброшен на берег в северной Норвегии, в заливе Ульванген. По мнению Понтоппидана, этот монстр, перегородивший своей гниющей тушей весь фьорд, был молодой особью.
Далее Понтоппидан передает слова моряков о том, что кракену требуется три месяца, чтобы переварить проглоченную пищу. За это время он выделяет такое количество питательных экскрементов, что за ним всегда следуют тучи рыб. Если у рыбака исключительный улов, то про него говорят, что он «ловил рыбу на кракене».

## Свидетельства очевидцев
Под громоподобными волнами

Бездонного моря, на дне морском

Спит Кракен, не потревоженный снами,

Древним, как море, сном.

Тысячелетнего века и веса

Огромного водоросли глубин

Переплелись с лучами белёсыми,

Солнечными над ним.

На нем многослойную тень рассеял

Коралловых древ неземной раскид.

Спит Кракен, день ото дня жирея,

На жирных червях морских,

Покуда последний огонь небесный

Не опалит Глубин, не всколыхнёт вод, —

Тогда восстанет он с рёвом из бездны

На зрелище ангелам… и умрёт.
В английском издании St. James Chronicle в конце 1770-х годов приводилось свидетельство капитана Роберта Джеймсона и моряков его судна о виденном ими в 1774 году огромном теле до 1,5 миль (около 2,4 км) в длину и до 30 футов (около 9,1 м) в высоту, которое то появлялось из воды, то погружалось и наконец исчезло «при чрезвычайном волнении вод». Вслед за тем они нашли на этом месте такое количество рыбы, что заполнили почти весь корабль. Это показание было дано в суде под присягой.
В номере газеты «Санкт-Петербургские ведомости» от 15 сентября 1786 года, по сведениям из английских ведомостей, опубликовано ещё одно свидетельство корабельщика и кормщика корабля «Маргарета», шедшего из Норвегии в Шотландию: «…видели они так, как и все прочие корабельные служители, в расстоянии не больше как на одну английскую милю к югу, морского чрезвычайной величины зверя, коего поверхность серая казалась им в виде трёх низких островов или мелей. Он лежал от юго-запада к северо-востоку и простирался в длину, по крайней мере, в одну английскую милю, в ширину же занимал сажен до тридцати. Они смотрели на него 50 минут, после чего сие чудовище опустилось в глубину моря тихо и не причиня в воде чувствительного движения. Во всё время, пока оный зверь лежал на поверхности воды, погода была самая тихая, а как скоро поднялся ветр, то он тотчас скрылся. Вышину его, считая от поверхности воды, полагают они от 2 до 3 сажен. <…> Сие известие напечатано почти во всех наших ведомостях».

## Учёные о кракене

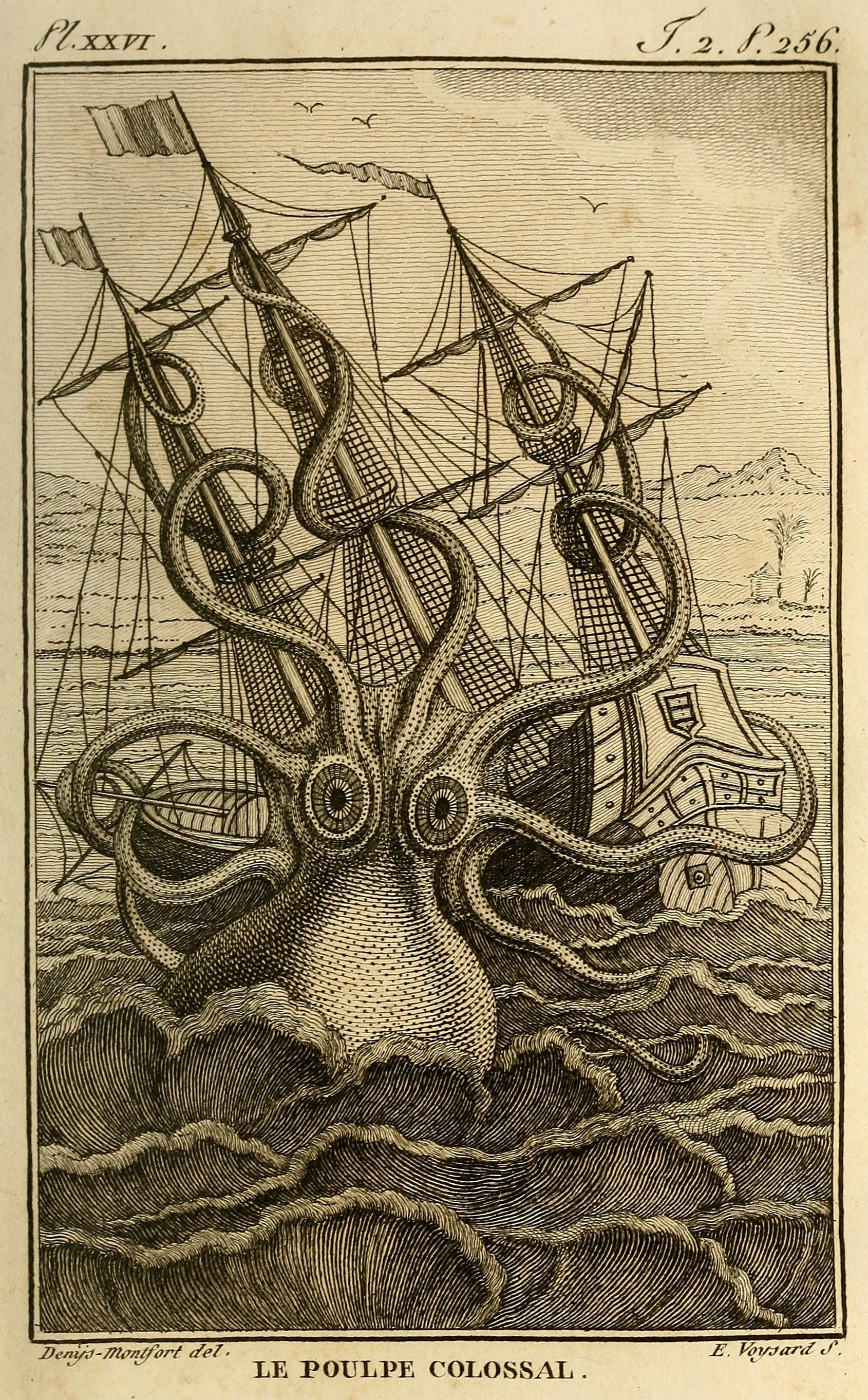
Гигантский осьминог, нападающий на морское судно. Гравюра Этьена Клода Войсара по акварели Пьера-Дени де Монфора из 2-го тома «Естественной истории» (Париж, 1801)

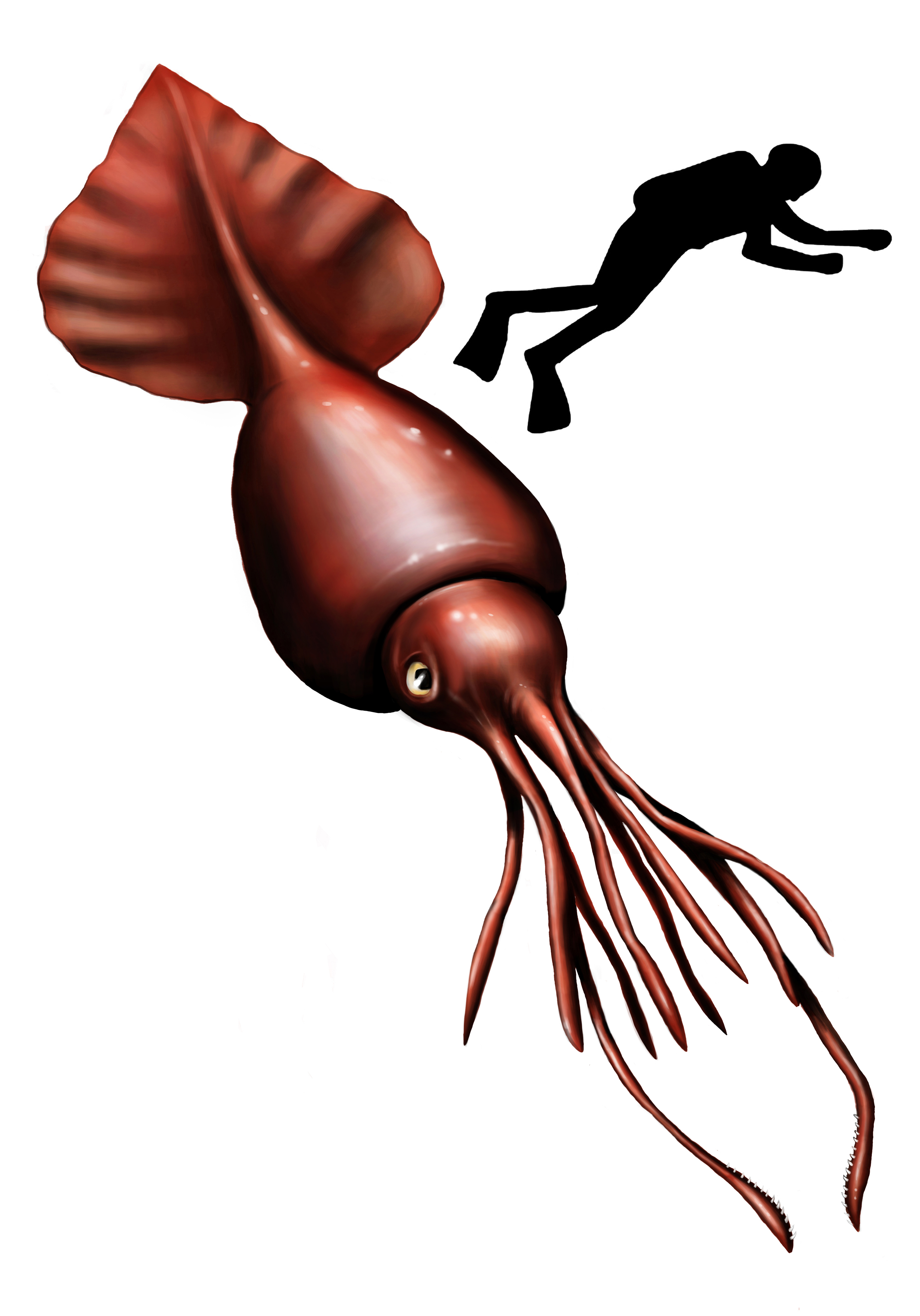
Сравнение размеров антарктического гигантского кальмара и человека

На основании приведённого Понтоппиданом описания и многочисленных свидетельств моряков Карл Линней в первом издании своей книги «Система природы» в 1735 году классифицировал кракена в числе других головоногих и присвоил ему латинское имя Microcosmus marinus. Но, под давлением научных кругов своего времени был вынужден исключить его уже из второго издания книги.
В 1802 году французский натуралист Пьер-Дени де Монфор, один из основоположников малакологии, опубликовал исследование моллюсков, в котором предложил различать два вида таинственного животного — Kraken octopus, обитающего в северных морях и впервые якобы описанного ещё Плинием Старшим, и гигантского осьминога, который наводит ужас на суда, бороздящие просторы Южного полушария.
Учёное сообщество отнеслось к рассуждениям Монфора критически. Скептики полагали, что свидетельства моряков о кракене могут быть объяснены подводной вулканической активностью у побережья Исландии, которое проявляется в исходящих из воды пузырях, внезапной и довольно опасной смене течений, появлении и исчезновении новых островков. Только в 1857 году было доказано существование гигантского кальмара (Architeuthis dux), который, по-видимому, и послужил прообразом кракена.
В 1861 году капитан парового корвета «Алектон» Буге доставил во Французскую академию наук 20-килограммовый кусок мяса и подробный доклад о том, как его корабль встретил кракена вблизи острова Тенерифе.
В 1946 году гигантский кальмар атаковал норвежский танкер «Брунсвик» (длина 150 метров, водоизмещение 15 тысяч тонн). В отчёте капитана корабля указано, что кальмар в длину был больше 20 метров, а плыл со скоростью свыше 20 узлов (примерно 40 километров в час). Со слов капитана судна, сначала кальмар плыл вдоль борта танкера, затем обогнал, сделал полукруг и неожиданно набросился на корабль. Сильные удары не смогли пробить стальную обшивку судна, и через какое-то время кальмар уплыл.
Современные учёные различают два вида гигантских кальмаров: собственно гигантский кальмар архитевтис (лат. Architeuthis dux) и антарктический гигантский кальмар (лат. Mesonychoteutis hamiltoni). Гигантские кальмары вполне могут атаковать и даже перевернуть небольшую лодку, но существа, которые атакуют и топят крупные суда, скорее всего, являются мифом. По данным американского биолога Данны Стоф, гигантские кальмары могут достигать в длину 12 м, но чаще не превышают семи, и бо́льшую часть их тела составляют щупальца.

## Прочие версии
По мнению криптозоолога Михаила Голденкова, свидетельства о размерах кракена «с остров» и «тысячах щупальцев» указывают на то, что это не одно существо, которое при таких размерах было бы разорвано на куски волнами даже в слабый шторм, а стая гигантских головоногих, возможно, антарктических гигантских кальмаров. Более мелкие виды кальмаров часто являются стайными, что может указывать и на стайность бо́льших видов. Подобной точки зрения придерживался также известный бельгийский криптозоолог Бернар Эйвельманс.